# 藤原清通
藤原 清通（ふじわらの きよみち、永治元年〈1141年〉 - 没年不明）は、平安時代後期の公卿。藤原北家中御門流。初名は藤原伊保。

## 官歴
- 久安4年（1148年）：従五位下、信濃守
- 保元2年（1157年）：侍従
- 保元3年（1158年）：従五位上
- 永暦元年（1160年）：右近権少将
- 応保2年（1162年）：皇太后宮権亮
- 長寛2年（1164年）：正五位下
- 永万2年（1166年）：従四位下
- 仁安3年（1168年）：正四位下
- 安元3年（1177年）：従三位、権中将
- 寿永2年（1183年）：左京大夫
- 文治2年（1186年）：備後権守

## 系譜
- 父：藤原伊実（藤原伊通の子）
- 子：藤原高通